# Santuario de Nuestra Señora de los Remedios (San Pedro Cholula)
El Santuario de Nuestra Señora de los Remedios es un templo católico ubicado en la cima de la Gran Pirámide de Cholula, en San Pedro Cholula, Puebla. Su construcción se inició en 1594, aunque el templo de esa época fue destruido parcialmente por un sismo en 1864, año en el que fue reconstruido.

## Historia
Después de la Conquista de México y en contexto de la Evangelización en la Nueva España, la orden franciscana arribó a la zona del actual San Pedro Cholula para su actividad misionera. El espacio que guarda el actual santuario, en la parte superior del basamento principal o Tlachihualtépetl, en el siglo XVI tenía una plazoleta con una enorme cruz, la cual se cree fue destruida por un rayo. La crónica de Fray Toribio de Benavente "Motolinía" consigna los hechos de esta manera:

en lo alto estaba un teocalli viejo y pequeño y desbastáronlo y pusieron en su lugar
 una cruz alta, la cual quebró un rayo y tornando a poner otra, y otra, también las
quebró, y la tercera yo fui presente que fue el año pasado de 1535, por lo cual
descopetaron y cavaron mucho de lo alto, donde hallaron muchos ídolos e idolatrías
ofrecidas al demonio, y por ello yo confundía a los indios diciendo que por los
pecados en aquel lugar cometidos no quería Dios que allí estuviese su cruz. Después
pusieron allí una gran campana bendita y no han venido más tempestades, ni rayos
después que la pusieron
Fray Toribio de Benavente "Motolinía"